# Chłopaki nie płaczą (film)
Chłopaki nie płaczą – polska komedia kryminalna z 2000 roku w reżyserii Olafa Lubaszenki, wyprodukowana przez Janusza Morgensterna na podstawie scenariusza Mikołaja Korzyńskiego. Bohaterem filmu jest młody skrzypek Jakub Brenner (Maciej Stuhr), który przypadkowo staje się świadkiem porachunków gangsterskich, po czym musi uciekać przed parą gangsterów (Cezary Pazura, Mirosław Zbrojewicz) pragnących pozbyć się świadka. Film odniósł sukces komercyjny, zbierając w kinach widownię liczącą ponad pół miliona widzów. Uznawany jest także za pastisz nurtu w polskiej kinematografii, zwanego kinem bandyckim. W 2020 roku film przeszedł cyfrową rekonstrukcję obrazu i dźwięku.

## Fabuła
Głównym bohaterem filmu jest ambitny młody skrzypek Jakub Brenner (Maciej Stuhr). Mimo problemów na uczelni i porzucenia przez dziewczynę Weronikę (Magdalena Mazur) usiłuje pomóc swojemu nieśmiałemu przyjacielowi, Oskarowi (Wojciech Klata). Zamówione do „pomocy” dziewczyny do towarzystwa: Lili zwana Samantą (Anna Mucha) i Cycofon (Monika Ambroziak), a właściwie ich opiekun Czesiek (Mariusz Czajka), mają jednak dość wysokie wymagania finansowe, co sprowadza na Kubę i Oskara niemałe kłopoty.
Także kolejny bohater filmu, początkujący gangster Bolec (Michał Milowicz), ma pełno kłopotów. W jego przypadku sprowadzają się one do konfliktu między własną wizją spokojnego życia a wymaganiami ojca, rządzącego półświatkiem Szefa (Bohdan Łazuka), który pragnie mieć w synu godnego następcę.
Wreszcie para gangsterów z Wybrzeża: Fred (Cezary Pazura) i Grucha (Mirosław Zbrojewicz), którzy planują wspólny interes z Szefem – zaproszeni do klubu Bolca doprowadzają do strzelaniny, w której zostają ranne trzy osoby (Grucha, Bolec i Czesiek). Przypadkowym uczestnikiem zostaje Kuba. Kiedy ginie walizka, w której było bardzo dużo pieniędzy, wszyscy myślą, że została ukradziona przez Kubę, choć ten w rzeczywistości jej nie ukradł.
Kuba zostaje wywieziony przez Bolca do Brzózek Starych, gdzie są poniemieckie bunkry, ale ten puszcza go wolno. Następnie zostaje złapany przez Freda i znowu wywieziony do Brzózek. Kiedy Kuba pracuje przy kopaniu własnego grobu, dochodzi do konfliktu pomiędzy Fredem i Gruchą o sweter, który Grucha dostał od swojej dziewczyny, Cycofona. Skutkuje to tym, że Fred otrzymuje dwie kule i pada martwy. Tymczasem Kuba wezwał Laskę (Tomasz Bajer) i jego dwóch kumpli, Bąbla (Julian Karewicz) i Serfera (Marcin Kołodyński), na pomoc, a w drodze ich Volvo musi holować radiowóz, ponieważ policjanci z drogówki wypili alkohol i nie mogą prowadzić. Po jakimś czasie kumpel Laski, po wypaleniu skręta z marihuany, zauważa jadący za nimi radiowóz. Próbuje przed nim uciec, ale jest to niemożliwe ze względu na linkę holowniczą. W końcu, kiedy Bąbel zbyt mocno dodaje gazu, lina holująca zrywa się – policyjny Polonez, zerwany z holu, spada z wysokiej skarpy – i dociera wprost na miejsce zabójstwa Freda.
Grucha trafia do więzienia. Tymczasem Kuba wyjeżdża do Francji. Przed odlotem żegna się z Oskarem i Lilianą, którzy spodziewają się dziecka. Okazuje się, że Rudolf, wykładowca Kuby także wyjeżdża, lecz do Mediolanu. Bolec dogaduje się z ojcem i ogłasza mu, że kończy z życiem gangstera i wchodzi na rynek muzyczny jako producent. Laska, Bąbel i Serfer docierają omyłkowo nad morze.

## Obsada
- Maciej Stuhr – Jakub Brenner
- Wojciech Klata – Oskar
- Tomasz Bajer – Laska
- Cezary Pazura – Fred
- Mirosław Zbrojewicz – Andrzej „Grucha”
- Michał Milowicz – Bolec
- Anna Mucha – prostytutka Liliana „Lili” / Samanta
- Monika Ambroziak – prostytutka Andżela „Cycofon”
- Bohdan Łazuka – szef
- Andrzej Zieliński – Silnoręki
- Mariusz Czajka – alfons Czesiek
- Mirosław Baka – Cichy
- Tadeusz Huk – starszy policjant Tadek
- Radosław Pazura – młody policjant (podkomisarz)
- Paweł Nowisz – dziekan Zajączek
- Edward Linde-Lubaszenko – rektor Rudolf
- Asja Łamtiugina – profesorka
- Magdalena Mazur – Weronika
- Paweł Deląg – Jarosław „Keller” Psikuta
- Leon Niemczyk – Król Sedesów
- Kuba Sienkiewicz – lekarz neurolog
- Sławomir Pacek – lekarz dermatolog
- Krzysztof Krupiński – kelner
- Katarzyna Śmiechowicz – ekspedientka w wypożyczalni video
- Jerzy Nasierowski – gość
- Grzegorz Kowalczyk – bandyta, próbujący ukraść Fredowi walizkę
- Robert Hennig – gangster w filmie
- Julian Karewicz – Bąbel
- Marcin Kołodyński – Serfer
- Ryszard Jabłoński – fryzjer w „Galerii Fryzur”
- Andrzej Butruk – redaktor Woźnica
- Grzegorz Skrzecz – Władzio, policjant z drogówki
- Jerzy Kolasa – st. asp. Jerzyk, policjant z drogówki
- Krzysztof Kosedowski – Siwy
- Arkadiusz Walkowiak – młody cwaniak
- Violetta Arlak – sekretarka dziekana Zajączka
- Janusz Wójcik – gość w pubie
- Władysław Żmuda – dyskutant w pubie #1
- Krzysztof Dmoszyński – dyskutant w pubie #2
- Michał Litwiniec – saksofonista
- Grupa MoCarta (Filip Jaślar, Michał Sikorski, Paweł Kowaluk, Artur Renion) – koncertujący studenci
- Andrzej Mleczko – gość przy barze
- Aleksandra Kisio – partnerka gościa przy barze

## Produkcja
Film Chłopaki nie płaczą został wyprodukowany przez Wytwórnię Filmów Dokumentalnych i Fabularnych, w Studiu Filmowym „Perspektywa”. Producentem filmu był Janusz Morgenstern. Za reżyserię Chłopaków odpowiadał Olaf Lubaszenko, a za scenariusz do filmu – Mikołaj Korzyński. Zdjęcia do Chłopaków zrealizował słowacki operator Martin Štrba, natomiast scenografię opracował Arkadiusz Kośmider. Okres zdjęciowy do filmu trwał od 9 czerwca do 14 lipca 1999 roku. Za plenery posłużyły Jelenia Góra, Warszawa oraz willa „Jerychonka” w Konstancinie-Jeziornie. Montażu filmu dokonała Wanda Zeman.

### Muzyka
W filmie wykorzystano fragmenty kilku utworów muzycznych:
- Temat muzyczny z utworu „Dni, których nie znamy” (muz. Jan Kanty Pawluśkiewicz, sł. Marek Grechuta) pierwotnie opublikowany na albumie Korowód (1971).
- „La piu bella del mondo” (muz. Marino Marini, sł. Marino Marini) w wykonaniu twórcy.
- „To ostatnia niedziela” (muz. Jerzy Petersburski, sł. Zenon Friedwald) w wykonaniu Mieczysława Fogga.
- „Sandały” (muz. Mikołaj Korzyński, sł. Mikołaj Korzyński, Olaf Linde-Lubaszenko) w wykonaniu Michała Milowicza.
- „Klonie ty mój...” (romans rosyjski) (muz. nieznanego autora, sł. Siergiej Jesienin) w wykonaniu Aleksandra Slepakowa.
- „Leave Your Style Cramped[3]” (muz. Charlie Marotta, sł. Parrish J. Smith(inne języki), Charlie Marotta) w wykonaniu PMD(inne języki) z albumu „Business is Business”(inne języki) (1996)

Olaf Lubaszenko pragnął też, żeby głównym motywem muzycznym filmu był singiel zespołu T.Love „Chłopaki nie płaczą”, jednak reżyser nie otrzymał zgody od lidera zespołu, Muńka Staszczyka, na wykorzystanie utworu.

## Odbiór
Film Chłopaki nie płaczą odniósł sukces komercyjny, gromadząc w kinach widownię liczącą 548 000 widzów. Chwalili go również recenzenci. Jerzy Wójcik w recenzji dla „Rzeczpospolitej” z entuzjazmem pisał, że reżyser „zakpił z nowobogackiego szpanu, rozgrywek mafijnych, agencji towarzyskich, młodzieżowego ulicznego slangu, w którym wulgarne słowa wytrychy układają się w wiązanki i tworzą piramidę”. Bożena Janicka w recenzji dla „Kina” podkreślała, że „film ma dobrze napisane dialogi, dobrze zagrane postacie, obserwacje obyczajowe dzisiejszo-tutejsze. A całość, mimo że do pewnego momentu robi wrażenie zbioru skeczów, na końcu składa się w spójną historię”. Krytyce podlegały natomiast stereotypowe portrety kobiet i niewybredne dowcipy o czarnoskórych.
Michał Piepiórka odczytywał film Chłopaki nie płaczą jako pastisz nurtu zwanego kinem bandyckim. Zdaniem Piepiórki film Lubaszenki „odwraca schemat fabularny tego nurtu i pokazuje, że słabymi jednostkami są gangsterzy, a nie ludzie uczciwi – ci pierwsi są nieudolni i skłóceni ze sobą, dlatego też drudzy, na pozór pozbawieni siły, mogą ich pokonać”. Według Piepiórki film kompromituje mit stereotypowego macho, lansowany przez kino bandyckie. Za mitem męskości skrywa się bowiem „wrażliwość, do której trudno się przyznać twardym facetom”, co było przełomowym osiągnięciem w polskim kinie: „Okazuje się, że Polska początku XXI w. nie jest już krajem, gdzie trzeba być bezwzględnym samcem alfa, by osiągnąć sukces. Ciężkie czasy, w których należało być bezlitosnym i twardym, właśnie odchodzą. Teraz w cenie zaczynają być inne cechy: talent, wrażliwość, odpowiedzialność”.

## Nagrody i nominacje
| Rok  | Nagroda     | Kategoria                                                    | Rezultat  |
| ---- | ----------- | ------------------------------------------------------------ | --------- |
| 2001 | „Orły” 2000 | Najlepsze kostiumy (Dorota Roqueplo)                         | Nominacja |
| 2001 | „Orły” 2000 | Najlepszy montaż (Wanda Zeman)                               | Nominacja |
| 2001 | „Orły” 2000 | Najlepszy producent (Janusz Morgenstern i Paweł Mossakowski) | Nominacja |